# Наземка польова
Наземка польова, наземка мала як Polycnemum minus (Polycnemum arvense) — вид рослин з родини амарантових (Amaranthaceae), поширений у Європі (крім півночі), і помірній Азії.

## Опис

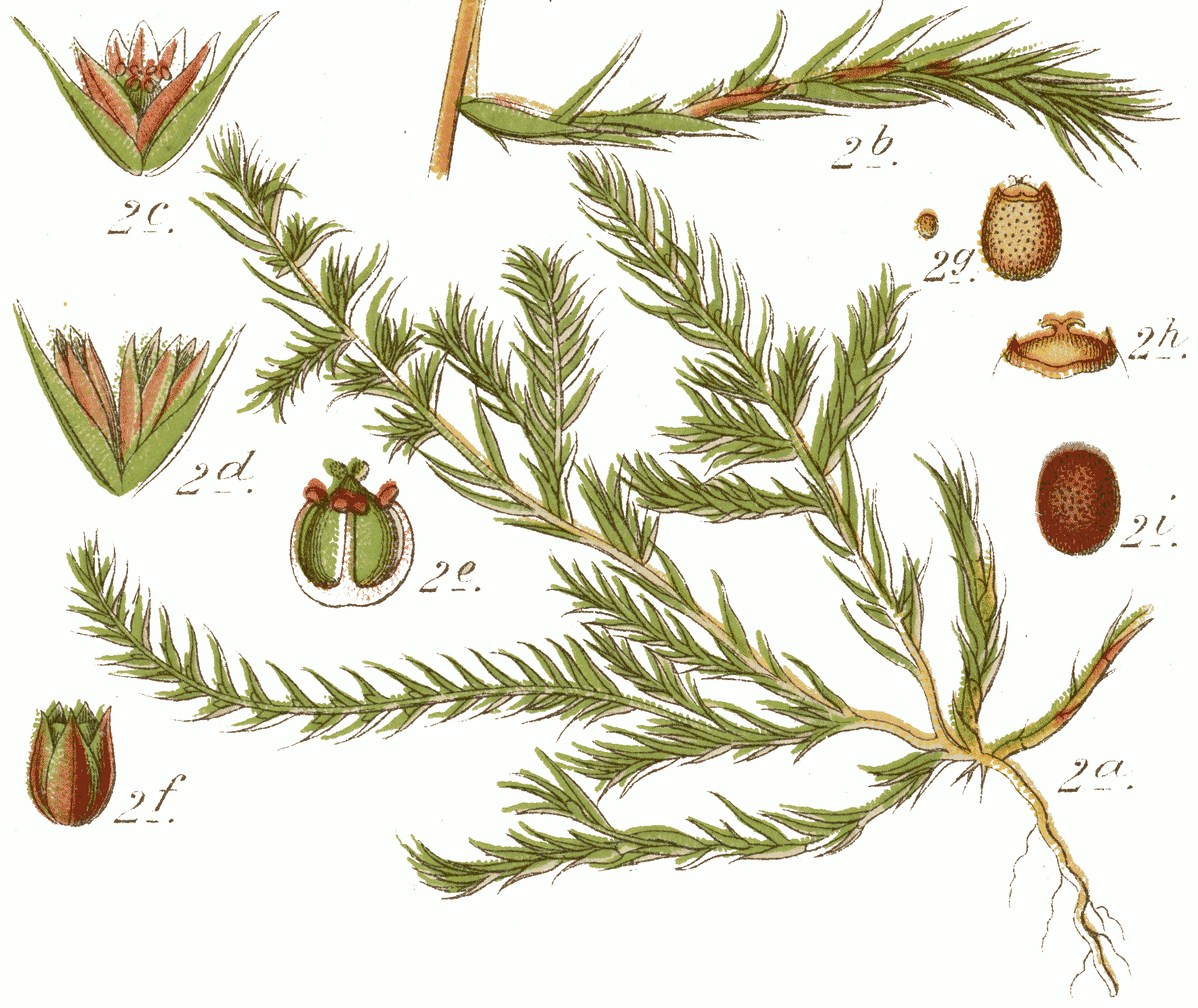

Однорічна трав'яниста рослина 5–15 см заввишки. Вісь суцвіття пряма. Листки косо вгору спрямовані, рідше притиснуті до стебла, лінійно-шилоподібні, 5–15 мм завдовжки.

## Поширення
Поширений у Європі (крім півночі), і помірній Азії (Туреччина, Вірменія, Азербайджан, Сибір, Казахстан, Таджикистан, Туркменістан, Китай [Сіньцзян]); інтродукований до Британської Колумбії
В Україні вид зростає в степах, по засмічених місцях, на покладах, переважно на піщаному ґрунті — на всій території.